# Broken Sword II: Las fuerzas del mal
Broken Sword II: Las Fuerzas del Mal es la segunda parte de una de las aventuras gráficas con más éxito de todos los tiempos: Broken Sword. Salió al mercado el 31 de octubre de 1997 para Windows, y el 14 de noviembre para PlayStation. Tuvo un gran éxito de público y crítica, aunque menor que su primera parte.
A partir del secuestro de Nicole Collard, novia del protagonista, George Stobbart, se suceden una serie de aventuras que incluyen a un dios azteca y una conspiración alrededor de un eclipse solar.

## Información general
El juego, desarrollado por Revolution Software, tuvo una gran acogida entre el público y la crítica, aunque menor que su predecesor. El estilo de juego volvió a ser el point and click, aunque en esta ocasión se incluía como novedad la posibilidad de manejar a Nico o a George, dependiendo del escenario en el que nos encontrásemos. La animación no sufrió cambios significativos; los gráficos en 2D pintados a mano no se vieron prácticamente modificados, salvo por la inclusión de algunos efectos de humo. El inventario sí se reestructuró.

## Argumento
El juego comienza con una narración a cargo de George Stobbart, el protagonista de la serie, explicando que ha estado fuera de París cerca de seis meses, y ha regresado para reencontrarse con su novia, Nicole Collard. Sin darle importancia a los deseos de celebración de George, Nico acaba por convencerle para que visiten a un arqueólogo, el Profesor Oubier. Éste posee información acerca de una estela maya que Nico descubrió mientras investigaba para un artículo. George guarda serias dudas sobre este encuentro, que se ven confirmadas cuando ambos sufren una emboscada por parte de dos hombres con aspecto mexicano. Los dos hombres disparan un dardo tranquilizante a Nico, para a continuación secuestrarla ante la mirada de George, que está atado en una silla. Al marcharse, lo dejan en compañía de una araña venenosa y con el apartamento ardiendo en un fuego incontrolado.
Usando los elementos de su alrededor, George consigue desatarse, matar a la araña con un libro, y apagar el fuego. Mientras está dentro de la casa, usa una nota del bolso de Nico (que tiró durante la pelea del principio) para contactar con André Lobineau, un personaje de la saga. En su encuentro en la calle Montfauçon, Lobineau le revela que Nico sospechaba que algo iría mal, y acabó por confiarle la estela a él. Se niega a dársela, bajo la excusa de que no quiere que la muerte de George caiga sobre su conciencia. Después de que George le muestre la vasija maya que ha encontrado en la casa de Oubier, Lobineau le envía a un amigo, dueño de una galería de arte, que puede ayudarle a saber más acerca de ella.
A partir de aquí, se suceden una serie de aventuras que llevarán a nuestros protagonistas hasta el mismo México, y les descubrirá un entramado de cultos mayas precolombinos, todavía vigentes pero ocultos a la mayoría.

## Personajes
- George Stobbart

- Nicole Collard

- André Lobineau

- Profesor Oubier

- Bert Savage

- Bronson

- Haiku McEwan

- Miguel

- Pablo

- Pearl Henderson

- Raúl Grasiento

- River

- Sharon Kewolski

## Trucos
- SELECCION DE NIVEL.

Pasos a seguir para desbloquear la selección de niveles: 
1) Lo primero que debes hacer es introducir el disco número uno del juego en la lectora de tu computadora. 
2) Una vez el disco dentro, ábrelo con el botón derecho del mouse y visualiza sus carpetas. Debes encontrar un directorio llamado ‘sword2’, que a su vez contiene un fichero denominado ‘JEL.SYS’. 
3) Pues bien, debes seleccionar dicho archivo y copiarlo a la carpeta de instalación del juego, que seguramente estará en tu disco duro. 
4) Lo siguiente es editar dicho archivo, modificando su nombre por ‘JEL.EXE’. En realidad, fíjate que sólo estamos cambiando su extensión para que sea un archivo ejecutable.
5) Para concluir, haz doble clic en ese icono para que el juego arranque, y ahora podrás ver una larga lista de códigos que te permiten ir modificando el juego a tu placer.
Ahora ya puedes iniciar el título en el escenario que tú desees, solo pulsando la tecla S, seguida, claro está, del número que le corresponde al nivel que quieres jugar. Al ingresar el código STARTS tendrás el listado de misiones completo. Por último, con la tecla Q puedes empezar la partida y presionando la tecla Esc regresarás al menú de trucos que antes habíamos desbloqueado. Muy fácil, ¿verdad?

## Desarrollo
El trabajo artístico de BS2:LFDM fue desarrollado a través de diferentes fases: se realizaron los primeros dibujos de los personajes a lápiz; a continuación, se colorearon digitalmente; por último, se retocaron y se editaron. Los fondos se elaboraron de la misma manera, a partir de dibujos a mano.
La música estuvo a cargo de Barrington Pheloung, junto a Bob Sekar como compositor del tema final "Happiness is an Inside Job". Los actores de doblaje encargados de traducir los diálogos al español fueron Tomás Rubio como George Stobbart y Esther Rodríguez como Nicole Collard.

## Remake
"Broken Sword II: las fuerzas del mal remastered salió a la venta en las plataformas Android, iOS y PC. Esta vez Revolution Software produjo el juego con la marca Ubisoft, en lugar de THQ, empresa distribuidora y co-desarrolladora de las dos últimas y menos exitosas entregas de la saga; El sueño del Dragón y El Ángel de la muerte. Retomando el point and click y eliminando una dimensión nos quedamos con uno de los juegos realmente parecidos a las dos primeras entregas.
La historia es la misma, pero en esta versión tiene las imágenes tipo cómic, una pequeña ventana que permite visualizar mejor las caras y sucesos de la forma que el personaje los ve, y un tebeo oculto sobre la historia Nicole.
Además, se ha mantenido la gesticulación bucal de los personajes a la hora de hablar, algo que no se había hecho en "Broken Sword Shadow Of The Templars Director's Cut". 
El jugador tiene disponible en el menú de pausa, una sección de pistas, que le ayudara aclarar que siguiente paso debe realizar, para poder proseguir la aventura.
También se ha añadido un block de notas, donde los personajes cuentan el desarrollo de su aventura.
Y el cómic oculto ahora está disponible en castellano. 

### Trucos
- Desbloquear Comic> Para obtener el tebeo, debemos rescatar a Nico en el puerto. Entonces quedara disponible para su lectura en el menú principal.

- Block de Notas de George y Nico> Tras finalizar la aventura, obtendremos la posibilidad de leer las anotaciones de los protagonistas, que han realizado a lo largo de la aventura.